# Fannia hohxilliensis
Fannia hohxilliensis är en tvåvingeart som beskrevs av Wang, Wang och Xue 2007. Fannia hohxilliensis ingår i släktet Fannia och familjen takdansflugor.
Artens utbredningsområde är Qinghai (Kina). Inga underarter finns listade i Catalogue of Life.